# Campagne-sur-Aude
Campagne-sur-Aude ist eine französische Gemeinde im Arrondissement Limoux, im Département Aude und in der Region Okzitanien (vor 2016 Languedoc-Roussillon) in den Ausläufern der Pyrenäen. Sie hat 616 Einwohner (Stand 1. Januar 2022). Campagne-sur-Aude gehört zum Kanton La Haute-Vallée de l’Aude und zum Gemeindeverband Communauté de communes Pyrénées Audoises. Die Einwohner werden Campenois genannt.

## Geographie
Campagne-sur-Aude liegt etwa 38 Kilometer südsüdwestlich von Carcassonne an der oberen Aude. Das Gemeindegebiet ist Teil des Regionalen Naturparks Corbières-Fenouillèdes. Umgeben wird Campagne-sur-Aude von den Nachbargemeinden Val-du-Faby mit Fa im Norden und Westen, Espéraza im Osten und Nordosten, Saint-Ferriol im Süden und Südosten sowie Quillan im Süden und Südwesten.

## Bevölkerungsentwicklung
| 1962                       | 1968 | 1975 | 1982 | 1990 | 1999 | 2006 | 2018 |
| -------------------------- | ---- | ---- | ---- | ---- | ---- | ---- | ---- |
| 510                        | 520  | 575  | 617  | 641  | 593  | 639  | 592  |
| Quellen: Cassini und INSEE |      |      |      |      |      |      |      |

## Sehenswürdigkeiten
- Kirche Saint-Sébastien aus dem 10. Jahrhundert

## Trivia
Hier wurden die fossilen Überreste der Großechse Ampelosaurus atacis gefunden.